# Церковь Казанской иконы Божией Матери (Волна-Шепелиновка)
Церковь Казанской иконы Божией Матери — православный храм Воронежской епархии в селе Волна-Шепелиновка Новоусманского района Воронежской области.

## История
Поселок возник в начале XVIII века, по данным «ревизских сказок» за 1744 год, назывался Хавой и числился за отставным капитаном морского флота И. Я. Шепелинским. Этим офицером была выстроена деревянная Казанская церковь и уже в 1779 году на плане генерального межевания село обозначено как Казанская Хава. Кирпичная Казанская церковь была построена в 1845 году, как приусадебная, помещиком Дмитрием Петровичем Шуриновым, который в это время являлся владельцем села. Церковь была освящена управляющим Воронежской епархией архиепископом Антонием II в честь иконы Казанской Божией матери. По данным Справочной книги для духовенства Воронежской Епархии, штат церкви состоял из священника И. И. Смирнова и псаломщика Д. П. Лукина. Рядом с храмом были выстроены два подцерковных дома. В церковных землях числилось 33 десятины пахотной земли. На содержание штата церкви Шуриновым жаловалось 2857 рублей серебром. Спустя 20 лет село было перенесено на другой берег реки, а усадьба с церковью получила название Шепелиновка по имени первых владельцев села.

## Архитектура
В архитектурном плане церковь построена в традиционных чертах русского классицизма — четверик, завершённый ротондой. К церкви пристроена полукруглая апсида. В настоящее время сохранились лишь храмовая часть с апсидой. Внутри храма находился витраж — световая икона «Воскресшего Господа нашего Иисуса Христа» и старинный иконостас, которые, к сожалению, были утрачены. На стенах церкви сохранились остатки росписи. В центре купольного свода — фреска Господь Вседержитель (утрачена). Ниже, в парусных сводах — фрески с изображениями четырёх евангелистов, на опорных столбах — святые (см. фото).

## Современный статус
В настоящее время Церковь Казанской иконы Божией Матери постановлением администрации Воронежской области N 850 от 14.08.1995 г. является объектом исторического и культурного наследия областного значения.

## Фотографии

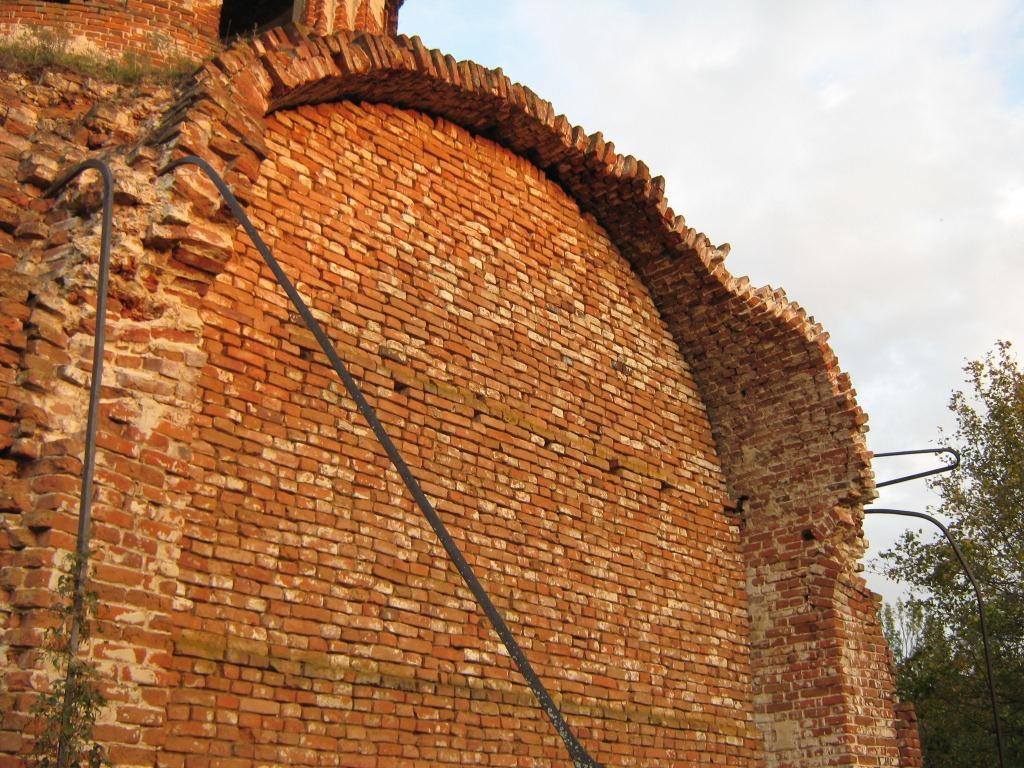
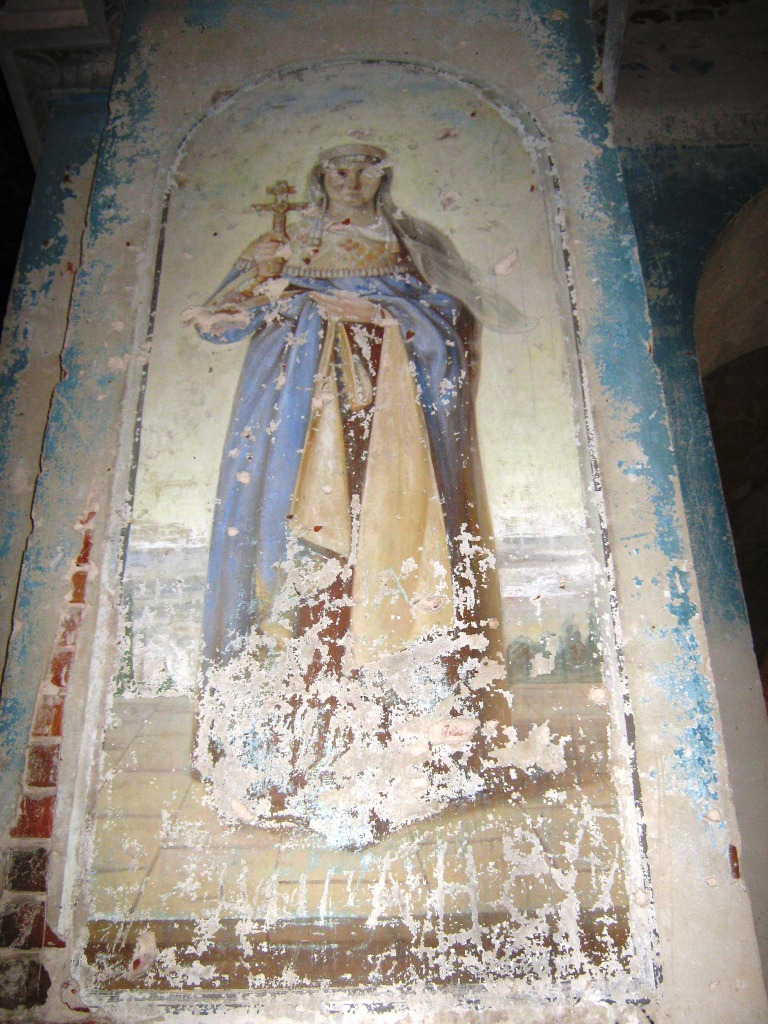
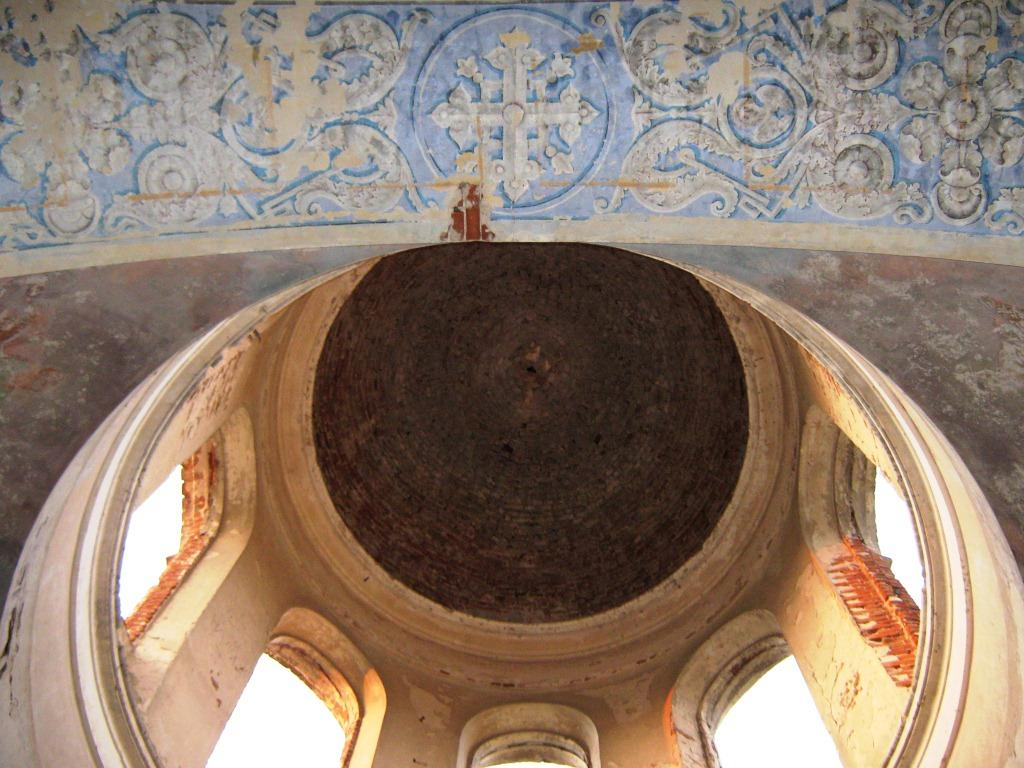
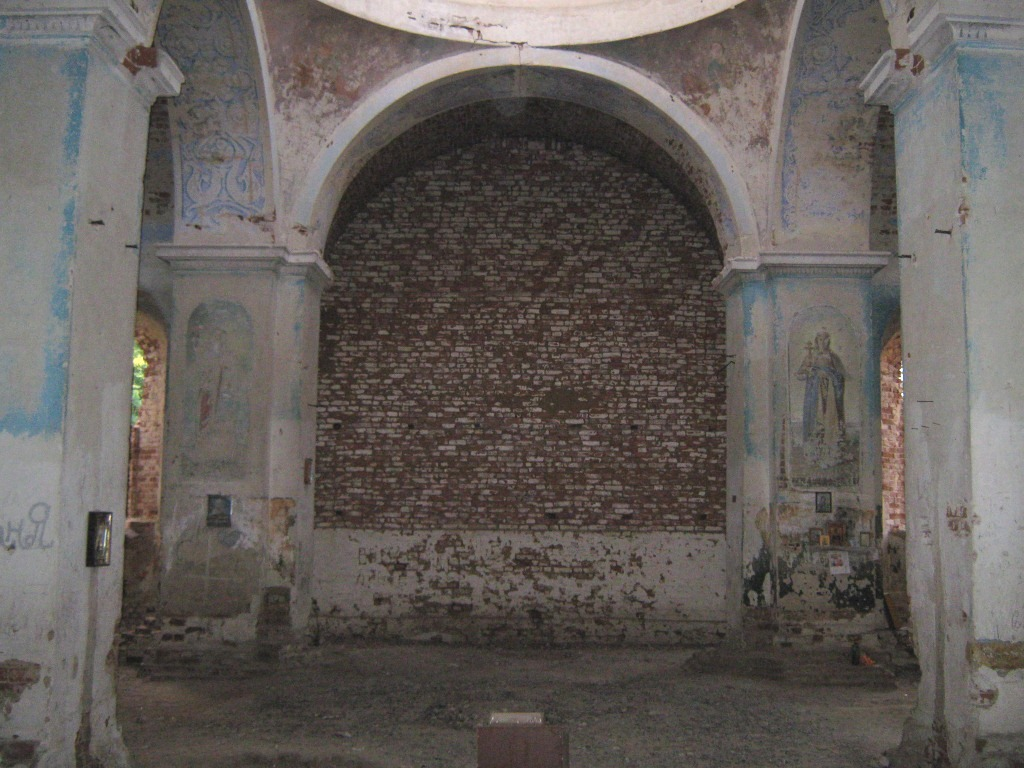